# Melegena emarginata
Melegena emarginata là một loài bọ cánh cứng trong họ Cerambycidae.